# Dystrykt Miarinarivo
Miarinarivo – dystrykt Madagaskaru z siedzibą w Miarinarivo, wchodzący w skład regionu Itasy.

## Demografia
W 1993 roku dystrykt zamieszkiwało 142 124 osób. W 2011 liczbę jego mieszkańców oszacowano na 228 057.

## Podział administracyjny
W skład dystryktu wchodzi 13 gmin (kaominina):
- Ambatomanjaka
- Analavory
- Andolofotsy
- Anosibe Ifanja
- Antoby Est
- Manazary
- Mandiavato
- Miarinarivo
- Miarinarivo II
- Sarobaratra Ifanja
- Soamahamanina
- Soavimbazaha
- Zomabealoka